# 特朗普旅行禁令
特朗普旅行禁令（英語：Trump travel ban），有时也因其禁令针对的国家属于穆斯林世界而被称为穆斯林禁令（Muslim ban），是指前美国总统唐納·川普在2017年颁布的一系列有关外国人入境美国的行政命令。最初的第13769号行政命令以防止恐怖分子的名义严格限制伊朗、伊拉克、利比亚、索马里、苏丹、叙利亚、也门公民入境美国。在随后的抗议活动以及对特朗普旅行禁令的法律挑战后，第二份行政命令第13780号行政命令颁布，替代了第一份行政命令，并加入一些可以入境的特殊条件，并把伊拉克从禁令中删除。最终的第9645号总统公告（Presidential Proclamation 9645）还加入了针对乍得、朝鲜和委内瑞拉的禁令，而苏丹被从列表中删除。2020年1月31日，特朗普政府宣布旅行禁令覆盖国家增加6个（厄立特里亚、吉尔吉斯斯坦、缅甸、尼日利亚、苏丹、坦桑尼亚），不过禁令只针对这些国家持某些美国签证的居民。
美国总统乔·拜登于就任首日签署行政命令，废除了特朗普的第13780号行政命令以及第9645号总统公告。